# Sailly-lez-Cambrai
Sailly-lez-Cambrai è un comune francese di 490 abitanti situato nel dipartimento del Nord nella regione dell'Alta Francia.

## Società

### Evoluzione demografica
Abitanti censiti